# Jounieh
Jounieh  (in arabo  جونيه‎?, Jūniyah) è una città del Libano, di circa 100 000 abitanti, capoluogo del distretto di Kisrawan. Si trova sul Mediterraneo  a circa 17 km a nord di Beirut.